# Days Go By
Days Go By je debitantski studijski album Aleksandra Johna (Mežka), ki je izšel leta 1974 pri britanski založbi Myrrh. Skladbe so bile posnete v Morgan Studios v Londonu.

## Seznam skladb
| A stran | A stran                          | A stran |
| Št.     | Naslov                           | Dolžina |
| ------- | -------------------------------- | ------- |
| 1.      | „I've Got a Real Home‟ (A. John) | 3:00    |
| 2.      | „Living Machine‟ (A. John)       | 2:25    |
| 3.      | „Days Go By‟ (A. John)           | 3:15    |
| 4.      | „Wings‟ (A. John)                | 3:10    |
| 5.      | „Hymn‟ (Stookey/Gold/Mason)      | 2:30    |

| B stran | B stran                                      | B stran |
| Št.     | Naslov                                       | Dolžina |
| ------- | -------------------------------------------- | ------- |
| 1.      | „Me and the Tune of This Song‟ (A. John)     | 2:50    |
| 2.      | „Should I‟ (A. John)                         | 2:40    |
| 3.      | „Spare Our Families‟ (A. John)               | 3:40    |
| 4.      | „The Wedding Song (There Is Love)‟ (Stookey) | 3:00    |
| 5.      | „Hallelujah‟ (A. John)                       | 4:25    |

## Zasedba
- Aleksander John – akustična kitara, solo vokal, spremljevalni vokal
- Kevin Peek – akustična kitara
- Terry Britten – električna kitara
- Dave Christopher – električna kitara
- Trevor Spencer – bobni
- Alan Tarney – bas, spremljevalni vokal
- Barrie Guard – tolkala, sintetizator
- Dave MacRae – klaviature
- Cliff Hall – klaviature
- Glen Sharock – spremljevalni vokal
- Sally Kemp – spremljevalni vokal
- Cliff Richard – spremljevalni vokal